# Raiders of the Lost Ark (computerspel)
Raiders of the Lost Ark is een computerspel uit 1982, ontwikkeld voor de Atari 2600. Het spel is gebaseerd op de gelijknamige film.

## Gameplay
De speler neemt in het spel de rol aan van Indiana Jones, en gaat op zoek naar de Ark van het Verbond.
Het spel vereist twee controlers. Met controler 2 kan men Jones besturen en voorwerpen gebruiken, terwijl men met controler 1 een voorwerp kan kiezen of laten vallen.
Het spel speelt zich voornamelijk af in de stad Caïro in 1936. De speler begint bij een ingang en een marktplaats. Daarna moet de speler zich een weg naar de oude tempel banen. Daar zijn twee mogelijke wegen te kiezen, beide gevuld met gevaren. Vervolgens moet de speler een tafelberg oversteken alwaar een kaart met de locatie van de ark verborgen is. Alvorens de ark kan worden gevonden moet de speler ook een aantal voorwerpen verzamelen op een zwarte markt.

## Levels
- Entrance Room
- Marketplace
- Temple of the Ancients
  - Room of Blinding Light
  - Room of the Giant Spider
  - Treasure Room
- Mesa Field
  - Interior Mesa Chamber
  - Well of the Souls
- Bog Field
- Map Room
- Thieves Den
- Black Market